# 익산 숭림사 나한전 소조 16나한 및 권속일괄
익산 숭림사 나한전 소조 16나한 및 권속일괄(益山 崇林寺 羅漢殿 塑造 十六羅漢 및 眷屬一括)은 대한민국 전북특별자치도 익산시 숭림사 나한전에 있는 불상이다. 2012년 11월 16일 전라북도의 유형문화재 제219호로 지정되었다.

## 개요
숭림사 나한전에는 석가모니상과 가섭존자상, 아난존자상을 중심으로 좌우에 16나한상, 범천상, 제석천상, 동자상, 인왕상 등 총 29구의 상이 봉안되어 있는데, 이 가운데 중앙의 본존인 석가모니상은 근래에 조상된 것이며, 나머지 상은 모두 17세기에 조성된 것으로 추정된다.
가섭존자상과 아난존자상은 입상으로 두 상 모두 정면을 향해 합장하고 있는데, 원래 아난상이 향좌측, 가섭상이 향우측에 봉안되는 것이 원칙이나 좌우가 바뀌었다.
16나한상은 크기와 자세가 제각기이며, 모두 좌상의 형태를 취하고 있지만, 한쪽 무릎을 세운 상, 두 손을 마주잡고 있는 상, 파안대소하는 상, 자유로운 제세를 보여주고 있으며, 지물을 든 상들도 염주,경전,새끼 호랑이,망구스,용 등으로 다양하여 많은 변화를 주고 있다.
신체의 형태는 신체에 비하여 얼굴이 큰 편인데, 두상은 전체적으로 넓은 편이며, 턱이 각지게 표현되어 강인한 모습을 보여주고 있다. 복식은 대부분 장삼 위에 가사를 걸치고 있는데, 옷에 여러 가지 채색과 다양한 문양이 가해져 있으나, 채색은 근래에 개채(改彩)되었다. 대좌는 바위대좌가 가장 많고, 이외 연와대좌, 탁상형 대좌 등이 있는데, 바위대좌는 각을 깊게 파내어 울퉁불퉁한 바위의 질감을 잘 살려내고 있다.

## 참고 자료
- 익산 숭림사 나한전 소조 16나한 및 권속일괄 - 국가유산청 국가유산포털